# Edna (Texas)
Edna è un centro abitato degli Stati Uniti d'America situato nella contea di Jackson (di cui è capoluogo) dello Stato del Texas.
La popolazione era di 5.499 persone al censimento del 2010.

## Geografia fisica
Edna è situata a 28°58′36″N 96°38′48″W (28.976550, -96.646568), nella regione della costa del Golfo. La regione è dominata da grandi querce, zone boscose e terreni agricoli.
Secondo lo United States Census Bureau, ha un'area totale di 3,9 miglia quadrate (10 km²).

## Società

### Evoluzione demografica
Secondo il censimento del 2000, c'erano 5.899 persone, 2.227 nuclei familiari, 1.523 famiglie, residenti nella città. La densità di popolazione era di 1.512,0 persone per miglio quadrato (584,0/km²). C'erano 2.609 unità abitative a una densità media di 668,7 per miglio quadrato (258,3/km²). La composizione etnica della città era formata dal 64,82% di bianchi, il 13,65% di afroamericani, lo 0,49% di nativi americani, lo 0,76% di asiatici, il 17,48% di altre razze, e il 2,80% di due o più etnie. Ispanici o latinos di qualunque razza erano il 31,17% della popolazione.
C'erano 2.227 nuclei familiari di cui il 35,0% aveva figli di età inferiore ai 18 anni, il 48,9% aveva coppie sposate conviventi, il 15,0% aveva un capofamiglia femmina senza marito, e il 31,6% erano non-famiglie. Il 28,5% di tutti i nuclei familiari erano individuali e il 14,9% aveva componenti con un'età di 65 anni o più che vivevano da soli. Il numero di componenti medio di un nucleo familiare era di 2,60 e quello di una famiglia era di 3,20.
La popolazione era composta dal 29,2% di persone sotto i 18 anni, l'8,5% di persone dai 18 ai 24 anni, il 26,0% di persone dai 25 ai 44 anni, il 20,9% di persone dai 45 ai 64 anni, e il 15,4% di persone di 65 anni o più. L'età media era di 35 anni. Per ogni 100 femmine c'erano 91,4 maschi. Per ogni 100 femmine dai 18 anni in giù, c'erano 87,1 maschi.
Il reddito medio di un nucleo familiare era di 29.000 dollari e quello di una famiglia era di 35.659 dollari. I maschi avevano un reddito medio di 32.000 dollari contro i 19.079 dollari delle femmine. Il reddito pro capite era di 15.193 dollari. Circa il 18,5% delle famiglie e il 20,8% della popolazione erano sotto la soglia di povertà, incluso il 27,7% di persone sotto i 18 anni e il 17,0% di persone di 65 anni o più.